# Glandularia microphylla
Glandularia microphylla là một loài thực vật có hoa trong họ Cỏ roi ngựa. Loài này được (Kunth) Cabrera mô tả khoa học đầu tiên năm 1958.